# Pia Tafdrup
Pia Tafdrup, född 29 maj 1952 i Köpenhamn, Danmark, är en dansk författare och medlem av den Danska akademien sedan 1989.
Tafdrup är dotter till Finn Tafdrup (född 1925) och Elin Hannover (född 1928) och växte upp på Nordsjälland, först på Endrupgård nära Fredensborg, sedan på Rosendal mellan Skibstrup och Saunte.
Hon studerade vid Köpenhamns universitet till 1977 och har bland flera priser tilldelats Nordiska rådets litteraturpris 1999 för diktsamlingen Dronningeporten, 1998 och Svenska Akademiens nordiska pris 2006. 
1978 gifte hon sig med lektor Bo Hakon Jørgensen (född 1946) med vilken hon har två söner. År 2001 utnämndes hon till riddare av Dannebrogsorden. 
Bland hennes diktsamlingar kan nämnas: Når der går hul på en engel (1981), Den inderste zone (1983), Hvid feber (1986), Krystalskoven (1992), Tusindfødt (1999) och Hvalerne i Paris (2002).
Härutöver har Pia Tafdrup skrivit romanerna Hengivelsen från 2004 och Stjerne uden land från 2008.